# Nintendo Land
Nintendo Land (ニンテンドーランド Nintendō Rando?) är ett datorspel utvecklat av Nintendo EAD och utgett av Nintendo till Wii U. Spelet består av 12 minispel baserade på andra spelserier av Nintendo i en nöjesparksmiljö. Det släpptes 18 november 2012 i Nordamerika och 30 november 2012 i Europa och Australien i samband med lanseringarna av Wii U, och släpptes den 8 december 2012 i Japan. Spelet är förutom vanlig försäljning även bundlat i Wii U Premium/Deluxe-packet i Nordamerika, Europa och Australien.

## Spel
- Animal Crossing: Sweet Day (Animal Crossing)
- Balloon Trip Breeze (Balloon Fight)
- Captain Falcon's Twister Race (F-Zero)
- Donkey Kong's Crash Course (Donkey Kong)
- Luigi's Ghost Mansion (Luigi's Mansion)
- Mario Chase (Super Mario)
- Metroid Blast (Metroid)
- Octopus Dance (Game & Watch)
- Pikmin Adventure (Pikmin)
- Takamaru's Ninja Castle (Nazo no Murasame Jō)
- The Legend of Zelda: Battle Quest (The Legend of Zelda)
- Yoshi's Fruit Cart (Yoshi)